# Jüdischer Friedhof (Bolimów)

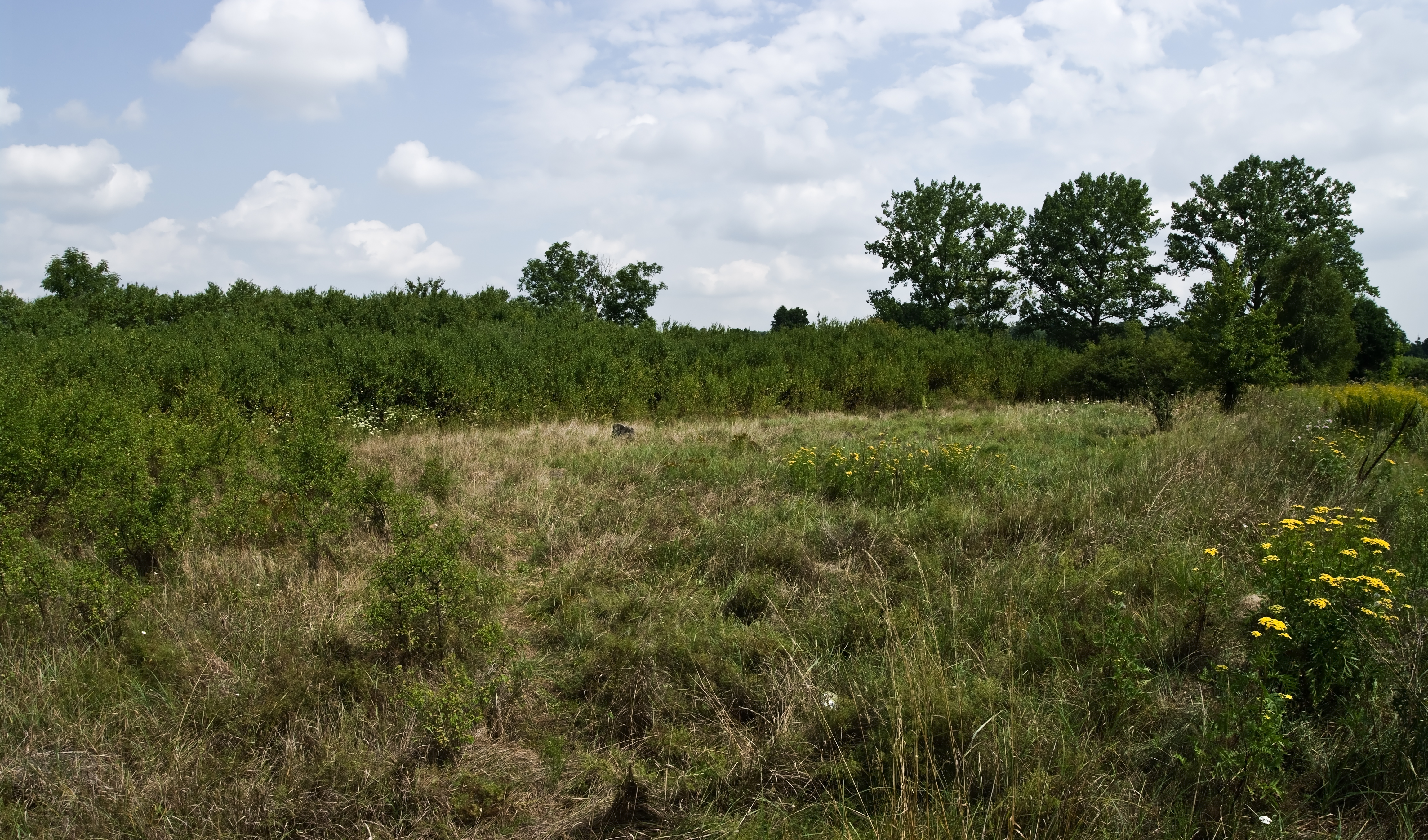
Jüdischer Friedhof in Bolimów

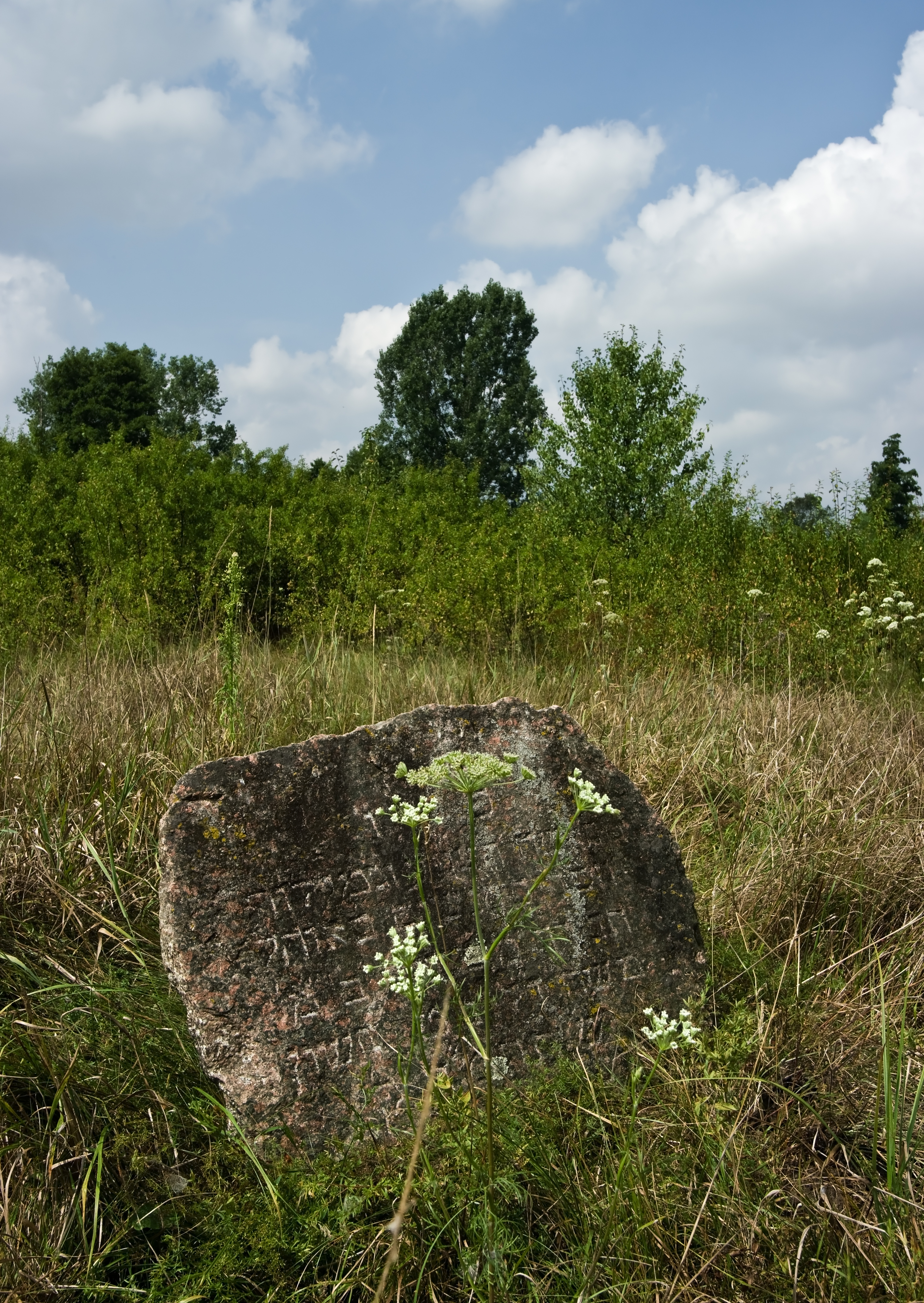
Grabstein

Der Jüdische Friedhof in Bolimów, einem polnischen Dorf in der Woiwodschaft Łódź, einer polnischen Verwaltungseinheit, wurde im 19. Jahrhundert angelegt. Der Jüdische Friedhof in der Cmentarna-Straße, ungefähr 50 Meter vom katholischen Friedhof entfernt, ist seit 1992 ein geschütztes Kulturdenkmal.
Auf dem 0,3 Hektar großen Friedhof sind heute nur noch drei Grabsteine aus Granit mit hebräischen Inschriften erhalten.